# Vremea păgânilor
Vremea păgânilor (grafiat la acel timp Vremea păgînilor, titlul original: în engleză Time of the Heathen) este un film dramatic american, realizat în 1961 de regizorul Peter Kass, protagoniști fiind actorii John Heffernan, Stewart Heller, Barry Collins și Orville Steward.

## Rezumat
Undeva în New York, un vagabond rătăcitor, un fanatic religios Gaunt, vede întâmplător violul și uciderea unei femei de culoare, Marie, de către băiatul de la fermă Ted. Tatăl băiatului, Link îl acuză pe Gaunt că a comis crima și încearcă să-l convingă pe fiul său să-l omoare atât pe Gaunt, cât și pe un alt martor, fiul mut al lui Marie. Cele două victime evadează, urmărite de tată, fiu și șeriful orașului, Cal, în pădure, unde Gaunt îl ucide pe Ted și este rănit de Link. Cu o rană infectată, delirantul Gaunt își retrăiește trecutul într-un flashback, dezvăluind că el a fost unul dintre membrii echipajului Enola Gay responsabili pentru aruncarea bombei atomice asupra Hiroshimei.

## Distribuție
- John Heffernan – Gaunt
- Stewart Heller – Ted
- Barry Collins – Jesse
- Orville Steward – Link
- Ethel Ayler – Marie
- Nathaniel White – Cal
- Dan Goulding – Bit Part

## Producție
Filmul începe cu un anunț de generic în care scrie: „Povestea acestui film are loc într-o perioadă de patru ani după ce BOMBA a căzut asupra Hiroshimei”. Acest context instantaneu, plus fotografii de rău augur cu avioane care zboară vâjâind deasupra capului, învăluie pârâurile clocotitoare și frunzișul frumos în nori radioactivi transparenți. Îțelegerea fragilă a lui Gaunt asupra existenței se frământă până când este cuprins de o fantasmagorie chinuitoare de hărți ale orașului unde a lansat bomba, ușile depozitului de bombe sub avion care se deschid, incendiu, râsul copiilor și cadavrele pârjolite.
Filmul este inspirat de soarta lui Claude Etherly, pilotul care după ce a lansat bomba de la Hiroshima, nu mai are de loc liniște sufletească. Eroul filmului lui Kass, care a fost și el pilot în timpul războiului, bate drumurile și citește cu priviri pierdute din Biblie un verset care anunță „vremea păgânilor”.

## Lansare
Filmul a fost lansat în Statele Unite la 3 decembrie 1961 (New York).
În România premiera filmului Vremea păgânilor a avut loc la data de 8 februarie 1965 la cinematografele „Capitol” și „Feroviar” din capitală.